# Ljubav u bijegu (1979.)
Ljubav u bijegu (fra. L'amour en fuite) je romantična drama Françoisa Truffauta iz 1979.

## Radnja
Nakon burne mladosti pune ljubavi, lutanja, različitih poslova, ali i nezakonitih radnji, Antoine (Jean-Pierre Léaud) se razvodi od Christine (Claude Jade) što privlači pozornost medija, jer je riječ o prvom sporazumnom razvodu braka u Francuskoj...

## Vanjske poveznice
- Ljubav u bijegu u internetskoj bazi filmova IMDb-a